# Râul Valea Valezărului
Râul Valea Valezărului este un curs de apă, afluent al râului Pănade. 